# Barinas flava
Barinas flava is een hooiwagen uit de familie Agoristenidae. De wetenschappelijke naam van Barinas flava gaat terug op González-Sponga.